# Muntilan
Muntilan es un área de un distrito (kecamatan) en la Regencia de Magelang, Java Central. Muntilan está a unos 15 km al sur de Magelang, a 10 km de Mungkid, a 25 km al norte de Yogyakarta y a 90 km de la ciudad principal de Semarang, ubicada en la costa norte de Java. La ciudad de Muntilan se encuentra en la antigua ruta del ferrocarril entre la estación de Kebon Polo en Magelang y la estación principal de Tugu en Yogyakarta. Los turistas que se dirigen al conocido templo budista Borobudur suelen pasar por Muntilan.
El municipio de Muntilan es uno de los principales centros de mercado en las laderas occidentales del Monte Merapi, un importante volcán en el centro de Java dentro del ámbito administrativo del gobierno regional en Magelang. La localidad está densamente poblada: en 2016, había una población de alrededor de 79.500 personas que vivían en un área de aproximadamente 28.6 km², lo que indica una densidad de población de casi 2.800 por km².